# Micron Technology
Micron Technology – amerykańskie przedsiębiorstwo elektroniczne, założone w październiku 1978 roku.
Zajmuje się tworzeniem pamięci elektronicznych. Jego portfolio obejmuje markę Crucial, pod którą są sprzedawane dyski SSD i pamięci RAM.
Przedsiębiorstwo znajduje się w czołówce największych producentów kości pamięci dla nośników SSD oraz pamięci operacyjnych.
Micron Technology zatrudnia blisko 40 tys. pracowników. Siedziba przedsiębiorstwa mieści się w Boise w stanie Idaho.